# Новая Михайловка (Рыбницкий район)
Но́вая Миха́йловка — село в Рыбницком районе непризнанной Приднестровской Молдавской Республики. Вместе с сёлами Лысая Гора, Малая Ульма и Ульма входит в состав Ульмского сельсовета.